# Mas Devesa
El Mas Devesa és una casa agrícola de Salt (Gironès), protegida com a Bé Cultural d'Interès Local.

## Descripció
El Mas Devesa se situa prop del Mas Ribot, del qual es creu que depenia. Es tracta d'un edifici agrícola amb una singular composició arquitectònica, articulada al voltant d'un pati. Les construccions annexes i la coberta del pati en desvirtuen el seu aspecte.
L'edificació principal és de planta rectangular i s'orienta en sentit est-oest. Consta d'una planta baixa i un primer pis. La coberta és de teula àrab, a dues vessants, amb el carener perpendicular a la façana principal. Les portes i les finestres són de llinda plana i muntants de pedra. Adossats als costats nord i oest, hi ha dues senzilles edificacions de planta baixa, amb coberta de plaques de fibrociment.
La resta del conjunt es conforma a partir de l'agregació de dos cossos, al voltant d'un pati central, cobert amb plaques de fibrociment. Aquests tenen la mateixa alçada que la masia però es cobreixen amb una teulada a un únic vessant. Estaven destinats a la pallissa i a quadres. Les façanes que s'avoquen al pati presenten arcs de mig punt ceràmics.
El conjunt es completa amb dos coberts allargassats, destinats a la maquinària agrícola amb coberta, també, de fibrociment.

## Història
Es creu que el seu origen podria situar-se en un antic molí que aprofitava les aigües de la riera Reramurs.